# Tretioscincus
Tretioscincus är ett släkte av ödlor som ingår i familjen Gymnophthalmidae.
Arter enligt Catalogue of Life och The Reptile Databas:
- Tretioscincus agilis
- Tretioscincus bifasciatus
- Tretioscincus oriximinensis